# 나전 화문 동경
나전 화문 동경(螺鈿 花文 銅鏡)은 8~10세기 경 나전기법으로 만든 거울이다. 1971년 12월 21일 대한민국의 국보 제140호로 지정되었다. 리움미술관에 소장되어 있다.

## 설명
가야 지역에서 출토되었다고 전해지는 나전기법으로 만든 거울로 지름 18.6cm, 두께 0.6cm이다. 8~10 세기 경에 만들어진 것으로 추정된다. 대한민국에서 발견된 가장 오래된 나전 공예품으로 그 가치가 있으며, 이와 같은 나전기법으로 만든 거울이 일본 정창원에 보관되어 있어 특히 주목된다.
거울 뒷면 가장자리에는 둥글게 구슬모양의 띠를 두르고 그 안에 작은 꽃모양들이 있고, 꽃잎 안에는 호박을 박아 놓았다. 뒷면 전체에 화려한 모란문을 장식하고 좌우에 각각 사자와 새를 배치하였는데, 문양 사이에는 두꺼운 칠을 한 푸른색 옥을 박았다.

## 참고 자료
- 나전 화문 동경 - 국가유산청 국가유산포털